# Umberto Bindi
Umberto Emilio Bindi (Bogliasco, 12 maggio 1932 – Roma, 23 maggio 2002) è stato un cantautore, compositore e pianista italiano.
Fu uno dei più grandi compositori della sua generazione e uno dei massimi esponenti della rinomata scuola genovese.

## Biografia

Umberto Bindi in sala d'incisione nel 1965 con Orietta Berti

È nato a Bogliasco, nella provincia di Genova, il 12 maggio 1932. Insieme a Bruno Lauzi, Gino Paoli, Fabrizio De André e Luigi Tenco è uno dei maggiori esponenti della cosiddetta scuola genovese, un nucleo di artisti che rinnovò profondamente la musica leggera italiana. Bindi, con la sua propensione per una melodia elegante e per arrangiamenti sontuosi, si avvicina per stile ai cantanti da musica classica.

### La carriera
Le sue migliori composizioni hanno i testi di un concittadino, il paroliere Giorgio Calabrese: con lui scrive Arrivederci (classificatasi seconda assoluta a Canzonissima 1959), Il nostro concerto (1960), in cui mette a frutto i suoi studi in un'introduzione strumentale lunga più di 70 secondi (strumentata dal maestro Enzo Ceragioli) e che raggiunge la prima posizione in classifica per 10 settimane, Vento di mare, e Non mi dire chi sei (che partecipò al Festival di Sanremo 1961). Con Gino Paoli scrive Il mio mondo, Un ricordo d'amore e L'amore è come un bimbo. Con Franco Califano e Nisa scrive La musica è finita (1967) per Ornella Vanoni e Per vivere (1968) per Iva Zanicchi.
Il mio mondo, tradotta in inglese da Carl Sigman con il titolo You're my world e cantata da interpreti come Cilla Black, Dionne Warwick, Tom Jones, Daryl Braithwaite, Guys'n'Doll e Helen Reddy, raggiunge il primo posto nelle classifiche dei singoli in Australia (due volte), Belgio, Messico, Olanda, Sudafrica e Regno Unito. Nelle versioni francese e spagnola, entrambe cantate da Richard Anthony, Il mio mondo raggiunge anche il primo posto in Francia e Spagna, ma nonostante i riconoscimenti internazionali, col passare del tempo, Bindi incontra sempre maggiori difficoltà nell'ambiente musicale, in parte per la scarsa richiesta di compositori dotati del suo tocco raffinato e soprattutto a causa della discriminazione dovuta alla sua omosessualità. Come raccontò egli stesso al Festival di Sanremo 1996 i suoi problemi cominciarono su quello stesso palco, nel 1961, quando i giornali parlarono non della melodia che aveva scritto ma dell'anello che portava al dito. Attiva la collaborazione con il paroliere Alberto Testa, tra le canzoni composte insieme Basta una volta e Riviera (1961).
Nel 1972 pubblica per la West Record l'album Con il passare del tempo, con arrangiamenti di Bill Conti. La prima canzone dell'album, Io e la musica, con testo di Bruno Lauzi, è una canzone autobiografica, in cui parla della musica che ha alleviato i suoi dolori. In essa torna il tema musicale de Il nostro concerto. Nel 1973 l'amico e paroliere Giorgio Calabrese scrive per lui un programma in onda sul secondo canale della Rai, intitolato come l'ultimo suo LP che va a presentare, Con il passare del tempo. In questo programma, della durata di 38 minuti, Bindi conversa con lo stesso Calabrese parlando del suo carattere "non proprio popolaresco", dicendo che neppure il night club gli è congeniale; parla di come ha affrontato il trascorrere del tempo e dice che il suo discorso in musica non è finito, vuole che lo lascino parlare e soprattutto che ci sia qualcuno disposto ad ascoltare. La conversazione è pretesto per eseguire alcuni dei brani contenuti nel disco.

Lucio Dalla e Umberto Bindi a Baia Domizia nel 1974

Nel 1975 la sua vita è sconvolta dalla tragica e controversa morte della madre, uccisa da un colpo di fucile sparato accidentalmente da un conoscente, mentre Bindi era fuori per lavoro, nella villa affittata sei mesi prima a Rocca di Papa (Roma). Partecipa nel 1976 al programma della Rai Adesso musica per presentare il suo nuovo LP Io e il mare, che contiene ben quattro brani strumentali. Gli arrangiamenti, raffinati e pieni di trovate originali, sono del chitarrista Bruno Battisti D'Amario. Lì ribadisce di non essere un cantante, ma un compositore che scrive canzoni, e afferma che i brani strumentali del disco forse sono più importanti delle canzoni; suona al piano una parte del brano strumentale L'alba sovrapponendosi al brano del disco. Quindi esegue Io e il mare (testo di Bruno Lauzi) al pianoforte, su base musicale.
Nel 1982 viene pubblicato l'album D'ora in poi: il poeta Sergio Bardotti scrive i testi dell'album, lo realizza e lo produce. Nel 1985 Alfredo Rossi, che negli anni sessanta non gli aveva dato fiducia, realizza uno dei primi omaggi discografici dedicati a un artista ancora vivente: nasce così l'album Bindi, nel quale Bindi canta insieme a Loredana Bertè, Antonella Ruggiero dei Matia Bazar, Anna Identici, Fiorella Mannoia, Ornella Vanoni, Celeste, Sônia Braga e il Gruppo Vocale Kappy Y Nerey. Degna di nota la partecipazione, insieme con Gino Paoli, al programma Rai Cantautori e… condotto da Bruno Lauzi nel 1986: il tema della puntata, in cui Bindi esegue Riviera e Io e il mare, è appunto il mare. Nel 1988 rivela con commozione al Maurizio Costanzo Show la sua omosessualità, che fu determinante per la sua emarginazione negli anni sessanta. Nel 1989 partecipa al programma televisivo Una rotonda sul mare, condotto da Red Ronnie, in cui vince il duello contro lo sfidante Gian Pieretti interpretando al pianoforte, con un raffinato e nuovo arrangiamento, Arrivederci. Nello stesso anno rivela di essere stato scartato da Sanremo, alle cui selezioni si era presentato con una delle sue canzoni più struggenti: "C'è voluto tempo (per imparare a vivere da solo)".

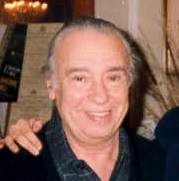
Umberto Bindi negli anni novanta

Nel 1990 al festival di Recanati incontra il cantautore Ernesto Bassignano, con cui scrive nuove canzoni. Nel novembre 1993 con l'amico Bruno Martino, autore con lui negli anni sessanta della canzone Storia al mare, al teatro Flaiano in Roma tiene venti serate di uno spettacolo chiamato Due vite e un pianoforte, con la regia di Walter Manfrè. Viene realizzato un CD dal significativo titolo di Il 'nostro' concerto, che contiene le versioni dell'album del 1985 delle sue canzoni. Nel 1995 incontra Renato Zero, che ascolta i numerosi brani che Bindi aveva nel cassetto e decide di produrre un suo disco. Bindi partecipa così al Festival di Sanremo 1996, con la canzone Letti con i New Trolls, pubblicando il CD Di coraggio non si muore che contiene fra l'altro È tutto qua, cantata da Renato Zero e L'approdo, con introduzione parlata sempre di Zero. Sempre in quell'anno esce l'antologia Il mio mondo, incentrata sempre e solo sui brani degli anni sessanta.

### Ultime attività
Nel 2000 BMG Ricordi e Ricordi pubblicano Umberto Bindi, un doppio CD della serie "Flashback: I grandi successi originali". L'album, inizialmente venduto solo nei cataloghi per corrispondenza, dopo la scomparsa del musicista appare anche nei negozi musicali. Anche questo CD contiene solo la prima produzione del compositore. 

### La malattia e la morte
A causa di annosi problemi col fisco vive gli ultimi due anni della sua vita in povertà; ad aggravare la situazione ci sono i problemi di salute: «Da due anni ho un rene fuori uso, quattro by-pass, un'angioplastica, il fegato che non funziona, con un principio di cirrosi. Ma il vero guaio è una debolezza terribile e quell'acqua che mi si forma dappertutto e che mi devono togliere con la siringa», confesserà al Corriere della Sera.
Gino Paoli nell'aprile 2002 lancia su Il Messaggero un appello perché a Bindi siano concessi i benefici della legge Bacchelli a sostegno degli artisti. L'appello incontra il favore di molti. Il vitalizio sarà in effetti prontamente concesso.
Muore a Roma il 23 maggio 2002 presso l'ospedale Spallanzani, all'età di 70 anni dove era ricoverato da quattro giorni per l'aggravarsi delle sue condizioni cardiache. La camera ardente venne allestita nella sala della Protomoteca del Palazzo Senatorio al Campidoglio; i funerali furono celebrati il 27 maggio nella basilica di Santa Maria in Montesanto, nota come la Chiesa degli artisti a piazza del Popolo; dopo la cerimonia funebre, il comune di Roma dispose la sepoltura provvisoria nel cimitero monumentale del Verano, e dopo quattro mesi fu tumulato accanto alla madre nel cimitero comunale di Bogliasco.

### Omaggi
Tra i riconoscimenti postumi, è da segnalare quello di Gino Paoli in occasione del Festival di Sanremo 2014, nel quale, esibendosi come ospite assieme a Danilo Rea, cantò Il nostro concerto, ricordando l'amico di sempre come "un uomo gentile, buono e un grande artista", "massacrato, deriso, umiliato e poi dimenticato".
Il medesimo omaggio Gino Paoli lo tributa a Umberto Bindi esibendosi con Claudio Baglioni, accompagnati al pianoforte da Danilo Rea, durante la terza serata del Festival di Sanremo 2018.
A lui è stato dedicato un premio musicale istituito dal comune di Santa Margherita Ligure nel 2005: il premio Bindi.

## Discografia
Album in studio
- 1960 - Umberto Bindi e le sue canzoni
- 1961 - Umberto Bindi
- 1972 - Con il passare del tempo
- 1976 - Io e il mare
- 1982 - D'ora in poi (ristampato in CD nel 1996 con il titolo Le voci della sera)
- 1985 - Bindi
- 1994 - Il nostro concerto (con Bruno Martino, edizione limitata con versioni delle canzoni dell'album Bindi del 1985)
- 1996 - Di coraggio non si muore (Fonopoli, 99748 38522)
- 2005 - Il mio mondo (Raccolta di brani sia editi sia inediti)
- 2013 - Umberto Bindi inedito (musica per l'eternità) (interpreti: Alex Zuccaro, Annalisa Cucchiara, Sismica)

Raccolte
- 1996 - Il mio mondo
- 2000 - Umberto Bindi (BMG Ricordi/Ricordi – serie Flashback: I grandi successi originali)
- 2002 - Umberto Bindi (BMG Italy/BMG Ricordi, doppio)
- 2005 - Davanti all'orizzonte (antologia e brani inediti, Associazione culturale "Il mio mondo", IMM001)
- 2009 - Collections (antologia)
- 2012 - Umberto Bindi, Sergio Endrigo, Bruno Lauzi e Gino Paoli – L'unica volta insieme, Halidon
- 2013 - Il mio mondo solidale (raccolta di brani del suo repertorio reinterpreti da artisti vari) (lavocedelledonne)

Singoli
- 1959 - Arrivederci / Odio (Dischi Ricordi SRL 10-029)
- 1959 - Amare te / Nuvola per due (Ricordi SRL 10-030)
- 1959 - Girotondo per i grandi / Basta una volta (Ricordi SRL 10-033)
- 1959 - Tu / Non so (Ricordi SRL 10-052)
- 1960 - Un giorno, un mese, un anno / Lasciatemi sognare (Ricordi SRL 10-084)
- 1960 - Appuntamento a Madrid / Il confine (Ricordi SRL 10-085)
- 1960 - È vero / Luna nuova sul Fuji-Yama (Ricordi SRL 10-102)
- 1960 - Il nostro concerto / Tu (Ricordi SRL 10-137)
- 1960 - Il nostro concerto / Un giorno, un mese, un anno (Ricordi SRL 10-141)
- 1960 - Se ci sei / Chiedimi l'impossibile (Ricordi SRL 10-155)
- 1960 - Marie Claire / Un paradiso da vendere  (Ricordi SRL 10-160)
- 1961 - Non mi dire chi sei / Amare te (Ricordi SRL 10-179)
- 1961 - Riviera / Vento di mare (Ricordi SRL 10-198)
- 1961 - Noi due / Appuntamento a Madrid (Ricordi SRL 10-216)
- 1961 - Ninna nanna / Girotondo per i grandi (nuova versione) (Ricordi SRL 10-220)
- 1962 - Jane / Carnevale a Rio (Ricordi SRL 10-249)
- 1962 - Un ricordo d'amore / Vacanze (RCA Italiana PM45-3214)
- 1963 - Il mio mondo/Vieni, andiamo (RCA Italiana PM45-3235)
- 1964 - Ave Maria / Un uomo che ti ama (RCA Italiana PM45-3275)
- 1964 - Quello che c'èra un giorno / Il giorno della verità (RCA Italiana PM45-3292)
- 1965 - Il nostro concerto / Arrivederci (Ricordi SRL 10-370)
- 1968 - Per vivere / Storia al mare (Ariston Records AR/0243)
- 1969 - Mare / Ma perché (Variety FNP-NP 10132)
- 1976 - Io e il mare / Flash (Durium LdA 7913)
- 1976 - L'alba / Bogliasco notturno (Durium Ld AI 7937)
- 1989 - C'è voluto tempo (per imparare a vivere da solo) / Sognando in sax (Ariston Armx-001) (12")
- 1996 - Letti (con i New Trolls) / Chiara / Miracolo miracolo (solo New Trolls) (Fonopoli Stage)

EP
- 1959 - La sua voce, il suo pianoforte e le sue canzoni (Dischi Ricordi, 45 ERL 126)
- 1959 - Girotondo per i grandi (Dischi Ricordi, 45 ERL 128)
- 1960 - Un giorno, un mese, un anno (Dischi Ricordi, 45 ERL 151)
- 1960 - Il nostro concerto (Dischi Ricordi, 45 ERL 169)

## Brani pubblicati postumi
- 2003 - Antonella Serà, Oro e blu (t. Paolo Sorgi)
- 2005 - Armonium - Davanti all'orizzonte (t. di Mario Castelnuovo)
- 2008 - Amico sul cuscino (t. di Gian Piero Alloisio)
- 2010 - I bambini lo sanno (t. di Gian Piero Alloisio)
- 2010 - Jeans e chador (t. di Gian Piero Alloisio)
- 2012 - Passa (t. di Gian Piero Alloisio)
- 2012 - Il paese delle cose che non sono (t. di Gian Piero Alloisio)
- 2012 - La parte migliore (t. di Gian Piero Alloisio e Maurizio Maggiani)
- 2012 - La luce in un canto (t. di Carlo Mucari)
- 2013 - Mare morire d'amore (t. Ernesto Bassignano)
- 2013 - Fogli bianchi (t. Ernesto Bassignano)
- 2013 - In volo
- 2013 - Il treno nella notte (t. Ernesto Bassignano)
- 2013 - Il re dei sogni (t. Ernesto Bassignano)
- 2013 - Canti (t. Ernesto Bassignano)
- 2013 - La strada (t. Ernesto Bassignano)
- 2013 - Regina di cuori
- 2013 - Imperdonabile (t. Ernesto Bassignano)
- 2023  "Stefania D'Ambrosio per Umberto Bindi"- live- (Stefania D'Ambrosio)

## Filmografia

### Attore
- Urlatori alla sbarra, regia di Lucio Fulci (1960)
- Rocco e le sorelle, regia di Giorgio Simonelli (1961)
- Peccati d'estate, regia di Giorgio Bianchi e Gino Brosio (1962)

## Televisione
Nel 1962 Umberto Bindi partecipò a una serie di sketch della rubrica pubblicitaria televisiva Carosello pubblicizzando la Dieta Salus della Cynamid.